# Parappil Narayana Menon
Parappil Narayana Menon (1920-1975) fue un diplomático de carrera indio.
- Pasó parte de su infancia en el Tíbet.
- De octubre de 1954 a noviembre de 1956 fue cónsul general en Lhasa.
- De abril de 1957 a mayo de 1958 fue primer secretario de embajada en Roma.
- De junio de 1958 a febrero de 1959 fue cónsul general en Damasco en los tiempos de la República Árabe Unida fue el representante más alto del gobierno de la India en el Territorio de la Siria.
- De 1959 a 1962 fue director del departamento de Publicidad Exterior del Ministerio de Asuntos Exteriores (India).
- De 1962 a 1965 fue cónsul general en San Francisco (California).
- De 1965 a 1968 fue embajador en Nom Pen (Camboya).
- De  1968 a 1972 fue secretario en el Ministerio de Asuntos Exteriores (India).
- De 1972 a 22 de junio de 1975 fue embajador en Belgrado (Yugoslavia) con acreditación en Atenas (Grecia).